# Athyriaceae
Athyriaceae Alston è una famiglia di piante dell'ordine Polypodiales.

## Descrizione
Le Athyriaceae sono felci terrestri o epilitiche. Hanno rizomi corti o lunghi, striscianti o eretti, squamosi. Le fronde sono pennate e possono essere glabre, pelose, ghiandolari o talvolta squamose. I sori sono di forma rotonda o allungata lungo le nervature e si trovano a volte uno contro l'altro o incurvati attorno alla terminazione di una nervatura (a forma di J). Gli indusi sono assenti o, se presenti, di forma varia: lineare, oblunga, reniforme, a forma di coppa o sezionata in filamenti sottili.

## Usi
Alcune specie, come Diplazium esculentum, sono commestibili e usate come verdura.

## Tassonomia
La famiglia comprende i seguenti generi:
- Athyrium Roth
- Deparia Hook. & Grev.
- Diplazium Sw.